# Jaime Hernandez
Jaime Hernandez (Oxnard, 10 ottobre 1959) è un fumettista e disegnatore statunitense.
Jaime Hernandez è noto soprattutto per Love and Rockets, una serie a fumetti che ha realizzato insieme ai fratelli maggiori Gilbert "Beto" Hernandez e Mario Hernandez (quest'ultimo presente solo nei primi album).

## Biografia
Jaime è cresciuto a Oxnard, in California, con altri tre fratelli e una sorella. I fumetti erano una lettura frequente nella sua famiglia, la madre di Jaime infatti era appassionata del genere e incoraggiava i figli sia alla lettura che al disegno e, tra le serie preferite dei giovanissimi Hernandez c'erano i fumetti Marvel di Jack Kirby e Steve Ditko, Dennis the Menace di Hank Ketcham e le pubblicazioni di Dan DeCarlo. Crescendo però, l'interesse di Jaime per i fumetti mainstream andrà via via diminuendo e altre passioni si affiancheranno al disegno, come quella per la musica, elemento imprescindibile sia nella vita che nelle opere dei "Los Bros Hernandez" (nome che utilizzeranno spesso Jaime, Beto e Mario). Anche in questo caso fu fondamentale l'influenza della madre, che aveva sviluppato un interesse per la musica mentre era incinta di Jaime, e amava tenere i dischi di musica rock come sottofondo costante in casa Hernandez.
Verso la fine degli anni '70, Jaime e i suoi fratelli, ormai adolescenti, furono fortemente attratti dalla scena musicale punk e hardcore, che all'epoca stava esplodendo in California. Con le parole di Jaime: "arrivammo al punk verso la fine del '77. (...) Presto diventò uno stile di vita e mi piaceva in generale l'approccio do-it-yourself e la libertà." L'estetica punk entrò quindi nelle prime storie a fumetti di Jaime, con racconti di giovani personaggi sullo sfondo di una periferia americana underground, tra locali, concerti, citazioni reali e immaginarie.

## Carriera

### Love and Rockets

Copertina del volume La ragazza di Hoppers. Love and Rockets collection. Locas. 2, Panini Comics (2013)

Nel 1981 Jaime, insieme ai fratelli, pubblica il primo numero di Love and Rockets, titolo considerato fondamentale nel fumetto alternativo degli anni '80 e '90. La prima serie verrà poi pubblicata da Fantagraphics e, dal 1982 al 1996, vedrà l'uscita di cinquanta numeri. La seconda serie, Love and Rockets Vol. II, è composta da ventina di numeri mentre la terza, Love and Rockets Vol. III, è in corso di pubblicazione.

### Altre opere
Oltre alla serie Love and Rockets, Jaime ha pubblicato altri fumetti, come Girl Crazy, una miniserie di tre numeri edita negli Stati Uniti da Dark Horse Comics e uscita in Italia nel 1998 all'interno della testata Il Corvo Presenta di Magic Press (nei numeri 26, 27, 28 e 29). Sempre per Fantagraphics Jaime ha pubblicato anche i tre volumi di Whoa, Nelly! e la serie Penny Century.
È attivo occasionalmente come illustratore per DC Comics e The New Yorker e ha disegnato numerose copertine di album musicali per artisti come Michelle Shocked, Ill Repute, Dr. Know e Los Lobos.

## Opere in italiano

### All'interno della rivistaComic Art
- 44 - Le ultime volontà di Tonyo, maggio 1988
- 45 - Matte anche loro, giugno 1988
- Speciale vacanze - Penny Century - Una pischella sveglia, luglio 1988
- 47, 48, 49, 50, 54, 57, 70, 72, 75, 20, 80, 81, 83, 84 - serie Mechanics, da agosto 1988 a ottobre 1991
- 70 - Tutto e anche Penny... ...a migliaia di chilometri da casa, agosto 1990
- 71 - Spring 1982, settembre 1990
- 73 - Locas en las cabezas, novembre 1990
- 76, 77, 78 - Locas, febbraio, marzo, aprile 1991

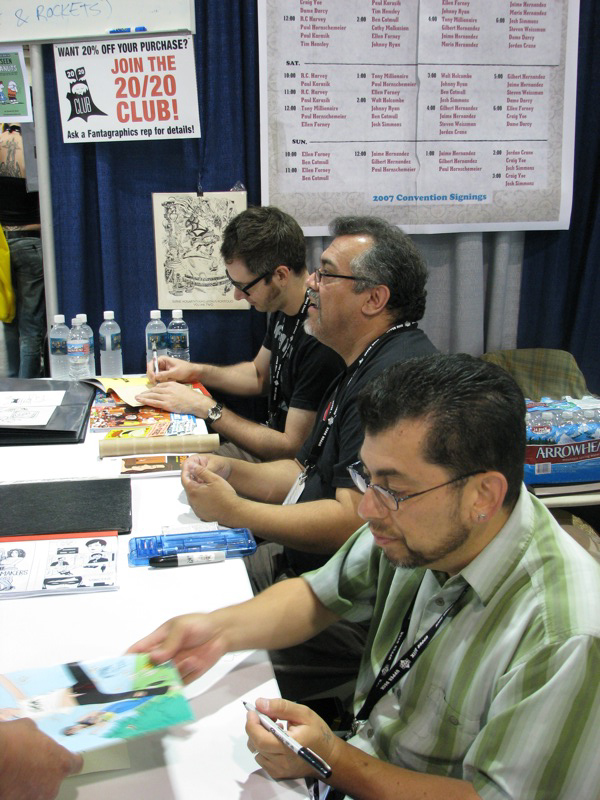
Jaime, in primo piano, e Gilbert Hernandez, Comic Con 2007

- 80 - Copertina, giugno 1991

### Love and Rockets
- 0 Razzi e musica, Magic Press Comics (2000), ISBN 978-88-7759-380-1
- 1 Benvenuti a Palomar, Magic Press Comics (1998) ISBN 978-88-7759-383-2
- 2 Las Mujeres Perdidas Magic Press Comics (1998), ISBN 978-88-7759-383-2
- 3 Lacrime dal paradiso, Magic Press Comics (1998), ISBN 978-88-7759-384-9
- 4 Donne che lottano, Magic Press Comics (1999), ISBN 978-88-7759-385-6
- 5 Piedi a papera, Magic Press Comics (1999), ISBN 978-88-7759-386-3
- 6 La morte di Speedy, Magic Press Comics (1999), ISBN 978-88-7759-387-0
- 7 Sangue di Palomar, Magic Press Comics (2000), ISBN 978-88-7759-381-8
- 8 Mosche sul soffitto, Magic Press Comics (2001), ISBN 978-88-7759-379-5
- 9 Rock and Roll, Magic Press Comics (2001), ISBN 978-88-7759-388-7
- 10 Wigwam bam, Magic Press Comics (2001), ISBN 978-88-7759-389-4
- 11 Rio Veleno, Magic Press Comics (2002), ISBN 978-88-87006-07-0
- 12 Chester Square, Magic Press Comics (2002), ISBN 978-88-87006-39-1
- 13 Luba conquista il mondo, Magic Press Comics (2003), ISBN 978-88-87006-64-3
- 14 Satyricon, Magic Press Comics (2006), ISBN 978-88-7759-099-2
- 15 Ferme piccole!, Magic Press Comics (2008), ISBN 978-88-7759-214-9
- 16 I fumetti, che paura, Magic Press Comics (2008), ISBN 978-88-7759-240-8
- 17 Locas in Love, Magic Press Comics (2009), ISBN 978-88-7759-284-2
- 18 Luba in America, Magic Press Comics (2010), ISBN 978-88-7759-425-9

### Love and Rockets collection
- Maggie la meccanica. Love and Rockets collection. Locas 1, Panini Comics (2014), ISBN 978-88-6304-420-1
- La ragazza di Hoppers. Love and Rockets collection. Locas. 2, Panini Comics (2013), ISBN 978-88-6304-421-8
- Perla la loca. Love and Rockets collection. Locas. 3, Panini Comics (2013), ISBN 978-88-912002-3-5
- Penny Century. Love and Rockets collection. Locas. 4, Panini Comics (2013), ISBN 978-88-912002-4-2
- Esperanza. Love and Rockets collection. Locas. 5, Panini Comics (2014), ISBN 978-88-912035-8-8
- Amor y Cohetes - Storie brevi. Love and Rockets collection. Panini Comics (2015), ISBN 978-88-912114-6-0

### Antologie
- Girl Crazy, Il Corvo presenta #26, #27, #28, #29, Magic Press Comics (1998)
- LE STRAORDINARIE AVVENTURE DI TOM STRONG VOL.1, Magic Press Comics (2011), ISBN 978-88-775951-3-3
- CBGB[6], In Your Face Comix (2013), ISBN 978-88-975710-2-5

## Premi
- 1984: Premio Yellow Kid al Salone Internazionale dei Comics per il miglior autore straniero
- 1986 - Kirby Award, Best Black & White Series (Love and Rockets)
- 1986 - Inkpot Award
- 1989 - Harvey Award, Best Continuing or Limited Series (Love and Rockets)
- 1990 - Harvey Award, Best Continuing or Limited Series per (Love and Rockets)
- 1992 - Harvey Award, Best Inker (Love and Rockets)
- 1998 - Harvey Award, Best New Series (Penny Century)
- 1999 - Harvey Award, Best Single Issue (Penny Century #3: "Home School")
- 2000 - Harvey Award, Best Inker (Penny Century)
- 2001 - Harvey Award, Best Artist or Penciler (Penny Century)
- 2003 - Harvey Award, Best Inker (Love and Rockets)
- 2004 - Harvey Award, Best Single Issue or Story (Love and Rockets #9)
- 2006 - Harvey Award, Best Single Issue (Love and Rockets, vol. 2, #15)
- 2007 - Harvey Award, Best Cartoonist (Love and Rockets)[7]
- 2012 - Ignatz Award, Outstanding Artist
- 2013 - Harvey Award, Best Cartoonist
- 2014 - Eisner Award, Best Writer/Artist (Love and Rockets New Stories #6)